# الربدان
قرية الربدان هي إحدى القرى التابعة لمركز شبراخيت في محافظة البحيرة في جمهورية مصر العربية. حسب إحصاءات سنة 2006، بلغ إجمالي السكان في الربدان 4329 نسمة، منهم 2194 رجل و2135 امرأة.